# Tilantongo

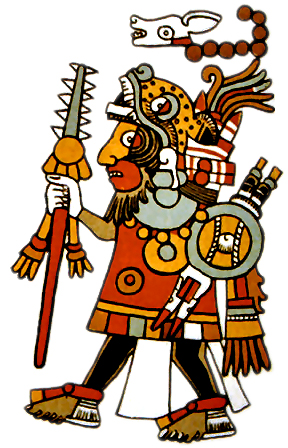
8-Cerf-Griffe de Jaguar, (Iya Nacuaa Teyusi Ñaña, 1063 - 1115), unificateur des Mixtèques.

Tilantongo était le principal centre politique mésoaméricain de la région de la Mixteca Alta au postclassique. «Tilantongo» est le nom nahuatl sous lequel le site est généralement connu. En mixtèque on l'appelle «Ñuu Tnoo», c'est-à-dire «ville noire».
L'occupation des environs remonterait au préclassique moyen d'après les conclusions d'Alfonso Caso à Monte Negro. Tilantongo est souvent mentionnée dans les codex mixtèques, notamment le Codex Zouche-Nuttall, car elle était le lieu de naissance d'un personnage célèbre dans les annales mixtèques, Huit-Cerf Griffe d'Ocelot, qui en devint le souverain.